# Градац (Фрушка гора)
Археолошко налазиште Градац се налази на Фрушкој гори између места Черевића и Баноштра на истоименом узвишењу.
Ту се налазило римско утврђење изграђено у 1. веку које захвата површину од око 20 метара пута 80 метара уоквирено мањим шанчевима. Зидови су грађени од ломљеног камена и опеке са везивним материјалом од хидрауличног креча, дебљине око 1.50 метара који су и данас добро очувани. Очуван је цео један зид и преградни, заштитни зидови према северозападу и југоистоку. Према северу и Дунаву је стрма, окомита литица са два мања, плитка земљана шанца, непосредно испод зидова. На југу, према унутрашњости Фрушке горе налазе се три земљана шанца, на размацима од 30 метара са пролазима ширине 4 метара. Ово утврђење улази у систем утврђивања позадинске дунавске границе Римског царства. 
Саграђено је као војна постаја на путу Бононија-Сирмијум где је боравила II кохорта мешаних коњичких и пешадијских јединица.
Утврђење је данас изузетно добро очувано, али тешко приступачно због густе вегетације.